# Оттавиано — Сан-Пьетро — Музеи-Ватикани (станция метро)
Оттавиано — Сан-Пьетро — Музеи-Ватикани — станция линии А римского метрополитена. Открыта в 1980 году как конечная станция линии А в северо-западном направлении. С 29 мая 1999 года было открыто продолжение линии, и станция стала транзитной. Представляет собой станцию с двумя боковыми платформами.

## Достопримечательности
Вблизи станции расположены:
- Государство Ватикан
- Базилика Сан-Пьетро

## Наземный транспорт
Автобусы: 23, 32, 49, 70, 490, 492, 590, 913, 982, 990.
Трамвай: 19.